# ملعب كورمان
ملعب كورمان هو ملعب كرة قدم يقع في بورت فيلا عاصمة فانواتو . يسع الملعب لجلوس 5 آلاف متفرج . يعتبر الملعب الرسمي الذي يخوض فيه منتخب فانواتو مبارياته الدولية . تم تصميمه وبنائه عن طريق مهندسين صينيين .